# Paradidymocentrus
Paradidymocentrus är ett släkte av skalbaggar. Paradidymocentrus ingår i familjen långhorningar.
Kladogram enligt Catalogue of Life:
| Paradidymocentrus | \| \| Paradidymocentrus maindroni \| \| \| \| \| \| Paradidymocentrus parterufipennis \| \| \| \| |
|                   | \| \| Paradidymocentrus maindroni \| \| \| \| \| \| Paradidymocentrus parterufipennis \| \| \| \| |
|                   | Paradidymocentrus maindroni                                                                       |
|                   |                                                                                                   |
|                   | Paradidymocentrus parterufipennis                                                                 |
|                   |                                                                                                   |